# Ioan Apostol
Ioan Apostol (Trăisteni, 14 gennaio 1959) è un ex slittinista rumeno.

## Biografia
Rappresentò la Romania a quattro edizioni dei Giochi olimpici invernali: Lake Placid 1980, Sarajevo 1984, Albertville 1992 e Lillehammer 1994, senza mai riuscire a salire sul podio. Il suo miglior piazzamento fu il 4º posto nel doppio con Liviu Cepoi nel 1992. Sfilò come alfiere del suo Paese alle cerimonie di apertura di Albertville 1992 e Lillehammer 1994.